# Moonbin
Moon Bin, du coréen 문빈, orthographié Moonbin, né le 26 janvier 1998 et mort le 19 avril 2023, était un chanteur, acteur, danseur sud-coréen sous le label de Fantagio. Il était membre du groupe de k-pop masculin Astro et aussi du duo Moonbin & Sanha, en duo avec le chanteur Sanha (membre du groupe astro).

## Biographie

### Jeunesse
Moonbin naît le 26 janvier 1998 à Cheongju dans le Chungcheon du Nord en Corée du Sud.
Il fait ses débuts en tant qu'enfant mannequin en 2004. Il apparait en 2006 dans le clip Balloons de TVXQ, puis devient acteur en 2009 dans la série coréenne (aussi appelé drama), Boys Over Flowers. Lors de son entrée au collège il rejoint N.O.A. Entertainment (ancien nom de Fantagio) fondé par son manager. Il intègre ensuite le projet "I-Teen". Il sera trainee (nom donnée aux apprentis idoles) pendant 7 ans.
Avant ses débuts officiels, il a joué dans le web drama To be Continued aux côtés des autres membres d'Astro. Le drama avait pour but de faire la promotion du groupe en présentant deux musiques de leur premier album (Cat's Eye et First Love).
Il est diplômé de la Hanlim Multi Art High School (en) le 15 février 2016.

### Carrière
Moonbin a commencé sa carrière musicale avec le groupe Astro, le 16 février 2016, avec leur premier EP (extended play), Spring Up, qui contient 5 titres dont la chanson principal est Hide & Seek. Il est le chanteur secondaire et danseur principal.
Astro sortira la même année deux autres albums. Le 1er juillet, Summer Vibes avec pour chanson titre Breathless et le 10 novembre l'album Autumn Story avec le titre Confession.
En mars 2019, il obtient un rôle dans le drama At Eighteen (en) où il incarne Jung Oh-Je, le meilleur ami du personnage principal. En novembre 2019 Fantagio annonce le retrait de Moonbin pour des raisons de santé. Il revient quelques mois plus tard et devient animateur de l'émission musical coréenne Show Champion pendant 2 ans.
Il obtint également le rôle principal pour deux saisons dans le web-drama The Mermaid Prince et devint mannequin pour la marque Nerdy Cafe dans le même temps.
Le 14 septembre 2020, Moon Bin et Sanha crée la première sous-unité d'Astro (sous-groupe rassemblant plusieurs membres pour faire des promotions en nombre réduit, souvent dans un style différent du groupe d'origine) sous le nom de Moonbin & Sanha. Le premier album In-Out est porté par le titre Bad Idea. Le second album, Refuge, sorti le 15 mars 2022 a pour titre principal Who.
À la fin de l’année 2022, après près de 7 ans à travailler ensemble, Moonbin décide de prolonger son contrat avec son label Fantagio, celui-ci arrivant à échéance.
Le 4 janvier 2023, le dernier album de Moonbin & Sanha, Incense contient 6 chansons, dont Madness, le titre principal et leur solo respectif dont ils ont écrit les paroles (Wish pour Sanha, Desire pour Moon Bin).
Le 18 mars 2023 marque le lancement de la tournée de Moonbin & Sanha intitué Fancon.

### Mort
Le 19 avril 2023, Moonbin est retrouvé sans vie à l'âge de 25 ans dans son appartement dans le quartier de Gangnam. La cause du décès n'a pas été révélée et la famille demande aux fans de ne pas faire de spéculation. 